# Рождественский мох
Рожде́ственский мох (лат. Vesicularia montagnei, англ. Christmas moss) — многолетний, тропический, водный мох. Принадлежит к семейству Гипновые (Hypnaceae), класса Листостебельные мхи (Bryopsida). Получил широкое применение в аквариумистике и акваскейпинге в качестве декоративного водного растения.

## Описание
Рождественский мох — это водный мох, который особенно хорошо растет при полном погружении в пресную воду. Растение получило название из-за внешнего вида ветвей, которые свисают, перекрывая друг друга, образуя форму рождественской ели. Рождественский мох имеет слоистую структуру.
Мох имеет ризоидную корневую систему, которая позволяет растению поглощать необходимые ему питательные вещества через стебли и листья. Растение предпочитает проточную воду с широким диапазоном температур от 18 °C до 28 °C.
У рождественского мха круглые или овальные листья насыщенного темно-зеленого цвета, оканчивающиеся коротким острием. Листья небольшие по размеру и растут под прямым углом к стеблю. Растение низкорослое, достигающее не боле 10 см в высоту. Растет исключительно в пресной воде, однако способен выжить и в солёной воде.
Рождественский мох не является исключительно подводной формой аквариумных мхов, он также способен развиваться и вне воды. Хорошо себя чувствует в палюдариуме, рипариуме и террариуме.

## Среда обитания
В дикой природе, как правило, не растет полностью погружённым в воду. В большинстве случаев встречается у рек, озёр, на скалах, также в лесах на камнях и деревьях. В редких случаях можно увидеть его в реках или озёрах, когда вода затопляет место произрастания. Рождественский мох естественным образом прикрепляется к затопленным стволам деревьев, затонувшим ветвям и камням, а также может расти свободно плавающим. Встречается в Австралии, Китае, Японии, Индии, Индонезии, Филиппинах, Шри-Ланке, Таиланде, Судане и Вьетнаме.

## В аквариумистике
Рождественский мох — одно из наиболее широко используемых растений в аквариумистике. Относительно прост в уходе и размножении, что делает его подходящим растением для начинающих аквариумистов. Растение не является быстрорастущим. В пресноводном аквариуме позволяет применять его в качестве декоративного элемента. Чаще всего рождественский мох используется для обертывания камней или коряг в аквариуме (за счёт приращивания к поверхности). Также аквариумисты применяют это растение в качестве почвопокровного. Рождественский мох обеспечивает идеальное укрытие и источник пищи для мелких рыб, мальков и беспозвоночных. Также является субстратом при нересте икромечущих рыб.
Рождественский мох предпочитает достаточно мягкую воду с уровнем pH в диапазоне от 5 до 7,5, жесткость: 5 — 15 dKH и температуру воды от 21 °C до 25 °C.
Выживает практически при любом освещении. Однако на скорость роста растения в конечном итоге будет влиять количество света, которое оно получает, поэтому более яркий свет даст лучшие результаты. При ярком освещении он будет расти больше по горизонтали, чем по вертикали, а при более слабом освещении — по вертикали. Однако следует избегать воздействия яркого солнечного света в течение длительного периода времени, так как это может нанести вред растению.

### Размножение
Растение размножается делением его на более мелкие части. С помощью хлопковой нити или лески крепится к месту дальнейшего произрастания. В течение двух недель дочерние растения разовьют ризоиды, которые закрепят растение на поверхности субстрата. После этого мох начнет расти.

### Уход
Периодически растение необходимо подстригать, чтобы поддерживать его в надлежащем виде. Стрижка рождественского мха является важной задачей для поддержания этого растения в наилучшем виде. Если ветки оставить слишком длинными, то ниже растущие ветви не смогут получать достаточное количество света и это приведет к тому, что мох приобретёт неприглядный внешний вид и в конечном итоге погибнет.
Наиболее эффективным способом сохранения хорошего внешнего вида мха является выращивание в креветочнике.